# Ландол (Постојна)
Ландол (словен. Landol, итал. Landolo) је насељено место у општини Постојна, Приморско-нотрањска регија, Словенија.

## Историја
До територијалне реорганизације у Словенији био је у саставу старе општине Постојна.

## Становништво
У попису становништва из 2011. године, Ландол је имао 156 становника.
| Број становника према пописима | Број становника према пописима | Број становника према пописима |
| ------------------------------ | ------------------------------ | ------------------------------ |
| 1991                           | 2002                           | 2011                           |
| 133                            | 148                            | 156                            |